# 希瑟·莫伊斯
希瑟·莫伊斯（英語：Heather Moyse，1978年7月23日—），加拿大女子雪车运动员。她曾代表加拿大参加2006年、2010年、2014年和2018年冬季奥林匹克运动会雪车比赛，获得二枚金牌。